# Methanococci
Los metanococos (Methanococci) son una clase de arqueas metanógenas del filo Methanobacteriota. Pueden ser mesófilos, termófilos o hipertermófilos.